# Yulee
Yulee är en ort (CDP) i Nassau County, i delstaten Florida, USA. Enligt United States Census Bureau har orten en folkmängd på 11 491 invånare (2010) och en landarea på 60 km².